# フランシスコ・モラサン
フランシスコ・モラサン・ケサーダ（Francisco Morazán Quezada、1792年10月3日 - 1842年9月15日）は、中央アメリカ連邦共和国の政治家、軍人、カウディーリョである。中央アメリカ連邦共和国の第2代（最後）の大統領をつとめた。

## 生涯
モラサンは今のホンジュラスの首都のテグシガルパに生まれた。
1823年にメキシコから独立した中央アメリカではアメリカ合衆国のような連邦制を主張する自由主義派と中央集権制を主張する保守主義派が対立したが、自由主義派が勝利を占めて1824年に中央アメリカ連邦共和国が成立した。初代の大統領にはマヌエル・ホセ・アルセが選出された。しかしアルセはまもなく連邦制を廃止しようとし、反対派を武力で攻撃した。
これに対してモラサンは1827年11月のラ・トリニダードの戦い (Battle of La Trinidad) で勝利をあげ、ホンジュラスの元首および自由主義派のリーダーとなった。アルセ側の軍に攻撃されたエルサルバドルの元首が助けを求めたのに応じ、モラサンは1828年にサンサルバドルを陥落させた。1829年にモラサンの率いる自由主義派の軍が連邦の首都グアテマラシティにはいってアルセは亡命した。
モラサンは1830年から1834年、1835年から1839年まで中央アメリカ連邦共和国の大統領を2期つとめた。1834年にモラサンは連邦の首都を保守派の牙城であるグアテマラシティからサンサルバドルに移転した。自由主義派であるモラサンは出版の自由や信教の自由を推進し、十分の一税の廃止や政教分離を進めてカトリック教会の権力を制限しようとした。
モラサンの政策は保守主義派や教会の強烈な反発を呼んだ。反対派はラファエル・カレーラのもとに団結し、自己の利益を守るために中央アメリカからの独立を選んだ。カレーラは1837年に反乱を起こしてグアテマラを分離させ、連邦を形成する他の国家もそれにならったため、モラサンの2期めの任期の終わる前に連邦共和国は実質上解体してしまっていた。
モラサンは1839年にエルサルバドル（中央アメリカ連邦共和国に残った唯一の国だった）元首に選出され、1840年にグアテマラのカレーラと戦ったが、敗北してペルーに亡命した。1842年にコスタリカのブラウリオ・カリージョを破ってその元首になったが、中央アメリカ連邦共和国再興を計画していたところを同年射殺された。

## 栄誉
ホンジュラスの5レンピラ紙幣に肖像が使用されている。